# جيمس رايت (مؤرخ)
جيمس رايت (بالإنجليزية: James Wright)‏ هو مؤرخ أمريكي، ولد في 16 أغسطس 1939 في ماديسون في الولايات المتحدة.

## وصلات خارجية
- جيمس رايت على موقع إن إن دي بي (الإنجليزية)